# Leucopelargonidina
La leucopelargonidina es un compuesto químico incoloro relacionado con las leucoantocianinas. Se puede encontrar en Albizia lebbeck, en el fruto de Anacardium occidentale (anacardo), en el fruto de Areca catechu (nuez de areca), en el fruto de Hydnocarpus wightiana, en el rizoma de Rumex hymenosepalus, en Zea mays (maíz) y en Ziziphus jujuba.
La (+)-leucopelargonidina puede ser sintetizada a partir de (+)-aromadendrina por reducción de borohidruro de sodio.

## Metabolismo
La dihidrokaempferol 4-reductasa utiliza cis-3,4-leucopelargonidin y NADP+ para producir (+)-aromadendrina, NADPH, y H+.
La leucoantocianidina reductasa transforma cis-3,4-leucopelargonidina en afzelequina.